# Crime Story (film, 1993)
Pour les articles homonymes, voir Crime Story.
Pour plus de détails, voir Fiche technique et Distribution.
Crime Story (重案組, Cung on zo) est un film hongkongais réalisé par Kirk Wong, sorti en 1993.

## Synopsis
Un important homme d'affaires suspecte un groupe d'hommes de vouloir le kidnapper. Il demande à la police de le protéger, et l'inspecteur Chan est chargé d'assurer sa protection. Malheureusement, Chan ne peut pas empêcher l'enlèvement dans lequel un autre policier trouve la mort.

## Fiche technique
- Titre : Crime Story
- Titre original : 重案組 (Cung on zo)
- Réalisation : Kirk Wong et Jackie Chan (non crédité)
- Scénario : Teddy Chan et Cheung Chi-Sing
- Production : Leonard Ho et Chua Lam
- Musique : James Wong
- Photographie : Arny Lam et Arthur Wong
- Montage : Peter Cheung
- Pays d'origine : Hong Kong
- Format : Couleurs - 1,85:1 - Stéréo - 35 mm
- Genre : Policier, action et drame
- Durée : 107 minutes
- Date de sortie :

 Hong Kong : 24 juin 1993
 France : 1995 en VHS

## Distribution
- Jackie Chan (VF : Vincent Violette) : Inspecteur Eddie Chan
- Kent Cheng : Détective Hung
- Chung Fat : Ng Kwok Wats
- Law Hang Kang : Wong
- Blackie Ko : Capitaine Ko
- Christine Ng : Lara
- Phua Leng-Leng : Psychologue
- Au Yeung Pui Shan : La femme de Wong
- William Tuen : Surveillant
- Wan Fat : Simon Ting

## Autour du film
- Jet Li avait au départ été considéré pour interpréter le personnage d'Eddie Chan, mais son agent ayant été assassiné par les triades durant la pré-production du film, il préféra renoncer à jouer dans un film concernant le crime organisé et se tourna finalement vers Tai-Chi Master.
- Jackie Chan et le cinéaste ne se sont pas entendus durant le tournage. D'après Jackie Chan, Kirk Wong avait une vision beaucoup trop sombre du film qui aurait pu ternir son image. Avec l'appui des producteurs, Jackie Chan pu reprendre en main la plupart des scènes, et Kirk Wong fut renvoyé.
- Le film a été en partie tourné dans la citadelle de Kowloon abandonnée, et de vraies scènes d'explosions de bâtiments faisaient partie du montage final.

## Récompenses
- Prix du meilleur acteur (Jackie Chan), lors du Golden Horse Film Festival 1993.
- Prix du meilleur montage (Peter Cheung) et nomination au prix du meilleur film, meilleur réalisateur, meilleur acteur (Jackie Chan), meilleur second rôle masculin (Kent Cheng) et meilleures chorégraphies (Jackie Chan), lors des Hong Kong Film Awards 1994.